# Мілінув
Мілінув (пол. Milinów) — село в Польщі, у гміні Владиславув Турецького повіту Великопольського воєводства.
Населення — 114 осіб (2011).

## Демографія
Демографічна структура станом на 31 березня 2011 року:
|          | Загалом | Допрацездатний вік | Працездатний вік | Постпрацездатний вік |
| -------- | ------- | ------------------ | ---------------- | -------------------- |
| Чоловіки | 57      | 13                 | 39               | 5                    |
| Жінки    | 57      | 12                 | 37               | 8                    |
| Разом    | 114     | 25                 | 76               | 13                   |